# 今枝敬雄
今枝 敬雄（いまえだ のりお、1924年8月18日 - 2012年3月21日）は、日本の政治家。衆議院議員（3期、自由民主党）。愛知県議会議員（4期）。

## 来歴
陸軍航空学校操縦科卒。
1959年の愛知県議会議員選挙（名古屋市中区選挙区）に無所属で立候補するも落選。1963年の県議選に自民党公認で立候補するも再び落選。
1967年の県議選で初当選。
1979年4月、4期目の当選を果たす。同年9月7日、衆議院が解散。地盤を元秘書で後に愛知県議会議長を務めることになる加藤南に譲り、旧愛知1区より自民党公認で第35回総選挙に出馬したが落選した。
1980年の第36回総選挙で初当選した。1983年の総選挙で落選。1986年の総選挙で返り咲く。自民党県連会長の江﨑真澄の片腕として活躍。
1987年7月4日、経世会が結成。会長には竹下登が就任し、田中派は「竹下派」「木曜クラブ（二階堂グループ）」「中立系」に3分裂した。江﨑は二階堂グループに残った。今枝は「中立系」の道を選ぶも、2か月も経たないうちに竹下派に参加した。
1997年4月の春の叙勲で勲二等に叙され、瑞宝章を受章する。
2012年3月21日、肺炎のため、死去した。87歳没。死没日をもって従四位に叙される。

## 衆議院議員総選挙
- 1979年10月7日 - 第35回総選挙（旧愛知1区）。自民党から立候補するも自民前議員だった丹羽久章と票を食い合い落選。
- 1980年6月22日 - 第36回総選挙（同上）。再び自民党から立候補し、春日一幸に次ぐ得票数2位で初当選を果たした（丹羽は落選）。
- 1983年12月18日 - 第37回総選挙（同上）。次点で落選（丹羽は自民党公認も得られず再下位落選）。
- 1986年7月6日 - 第38回総選挙（同上）。同じ自民党公認で立候補した田辺広雄や無所属で立候補した丹羽の息子・章夫と支持層を取り合う中で、トップ当選で返り咲く。
- 1990年2月18日 - 第39回総選挙（同上）。連続再選を果たすが、同じ自民党公認で当選した田辺広雄や春日の秘書から自民党の追加公認を受けた河村たかしと票を分け合うことになった。
- 1993年7月18日 - 第40回総選挙（同上）。河村が日本新党より立候補して大量得票した中、田辺とともに共倒れとなる。
- 1996年10月20日 - 第41回総選挙（愛知1区）。小選挙区制が導入された中で自民党は候補者一本化に成功。今枝が立候補するも、河村に敗北。惜敗率64.3％で比例復活も叶わなかった。

## 役職
- 中部製紙原料商工組合顧問

## その他
新憲法制定議員同盟に所属していた。
派閥としては旧田中派→旧竹下派→旧橋本派に所属していた。